# Julio Torres
Julio Torres, född 11 februari 1987 i El Salvador, är en amerikansk skådespelare och komiker.
Torres har bland annat medverkat i filmerna Nimona och Fantasmas.

## Filmografi (i urval)
- 2023 – Nimona
- 2024 – Fantasmas